# 김용황
김용황(金竜滉, 1994년 4월 14일~)은 대한민국의 축구 선수로 포지션은 미드필더이다.

## 구단 경력
재일 한국인이며, 가시와 레이솔과 도쿄 베르디 유스팀을 거친 뒤 베르더 브레멘, FC 의정부에서 활동한 뒤 2016년에 SC 사가미하라에 입단했다.
2017년에 반라우레 하치노헤로 완전 이적을 했지만 1년에 퇴단되었다.